# Aleksandr Mélik-Pasháyev

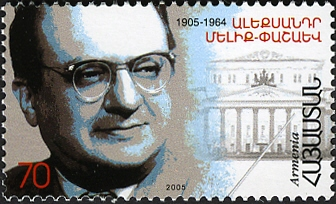
Aleksander Melik-Pashayev

Aleksandr Shamílievich Mélik-Pasháyev (en ruso, Александр Шамильевич Мелик-Пашаев) (Tiflis, 23 de octubre de 1905 - Moscú, 18 de junio de 1964) fue un director de orquesta armenio-soviético. Fue director del Teatro Bolshói entre 1953 y 1963.
En 1938 obtuvo el segundo premio en el Concurso de Directores de Orquesta de la Unión Soviética.